# Meia-madeira

Em cima: meia-madeira em ângulo. Em baixo: meia-madeira de encontro e corte em cauda de andorinha.

A ligação de meia-madeira é uma técnica de ensambladura usada em carpintaria para unir duas peças de madeira através do seu corte e sobreposição. Na área de união, é removida uma parte de material de cada uma das peças. Na quase totalidade dos casos, as peças a unir possuem a mesma espessura e é feito um corte em cada uma até metade desse valor.
As ligações de meia-madeira são bastante usadas em construção e na armação de mobiliário. São rápidas e fáceis de executar, oferecem resistência mediana, e podem ser reforçadas com apoios mecânicos de modo a oferecer resistência à flexão.

## Tipos de união
- Meia-madeira em cruz ou em cruzeta: quando as peças se cruzam em ângulo recto no meio da secção de cada uma.
- Meia-madeira oblíqua: o mesmo que em cruzeta, mas com ângulos irregulares.
- Meia-madeira em ângulo: quando a união é feita nas extremidades das peças.
- Meia-madeira de encontro: quando a união é feita entre a extremidade de uma das peças e o meio de uma secção de outra.
- Meia-madeira em cauda de andorinha: quando a configuração do corte tem a forma trapezoidal.